# Kizilzsar FK
A Kizilzsar (kazakul: Қызылжар Футбол клубы) egy kazak labdarúgócsapat, székhelye Petropavl városában található. Jelenleg a kazah másodosztályban szerepel, hazai mérkőzéseit az Avangard Stadionban játssza. A Kizilzsar nevet a város egyik kerületéről kapta.

## Névváltozások
- 1968–1970: Avangard
- 1970–1979: Metalliszt Petropavlovszk
- 1979–1990: Avangard
- 1990–1992: Metalliszt Petropavlovszk
  - 1992–1998: nem indult
- 1998–1999: Jeszil
- 1999–2000: Akszessz-Jeszil
- 2000–2001: Akszessz-Golden Grejn
- 2001–2008: Jeszil Bogatir

2008 óta jelenlegi nevén szerepel.

## Története
Az 1968-ban alapított labdarúgócsapat a szovjet éra idején a kazah területi bajnokságokban Avangard, illetve Metalliszt neveken szerepelt, jelentősebb eredményeit Kazahsztán függetlenné válását követően jegyezte.
Az első kazah labdarúgó-bajnokságban a legjobbak közé nyert besorolást, a bennmaradást jelentő 19. helyen végzett, azonban a Metalliszt néven szereplő együttes a szezon végén feloszlott. 1998-ban Jeszil néven tért vissza a labdarúgó-vérkeringésbe, a másodosztály 4. helyén zárt, 1999-ben pedig újra élvonalbeli tagságot ünnepelt.
Az Akszessz-Jeszil néven szereplő gárda az élvonal 2. helyén zárt, majd a következő szezonban megismételte remek teljesítményét. A közeli szénbányászat támogatta labdarúgócsapat 2001-ben még bronzérmet szerzett, majd az élvonal középcsapatává vált.
2008-ban kényszerű névcsere következett, a fő támogató Bogatir drasztikusan csökkentette a labdarúgásra fordított szponzorációs keretét. A csapat a város egyik kerületének nevére, Kazakmiszre keresztelkedett, majd 2009-ben – 10 évnyi élvonalbeli szereplést követően – utolsó helyen búcsúzott az első osztálytól.

## Külső hivatkozások
- A petropavlovi labdarúgó-szurkolók oldala (oroszul)